# D-VHS

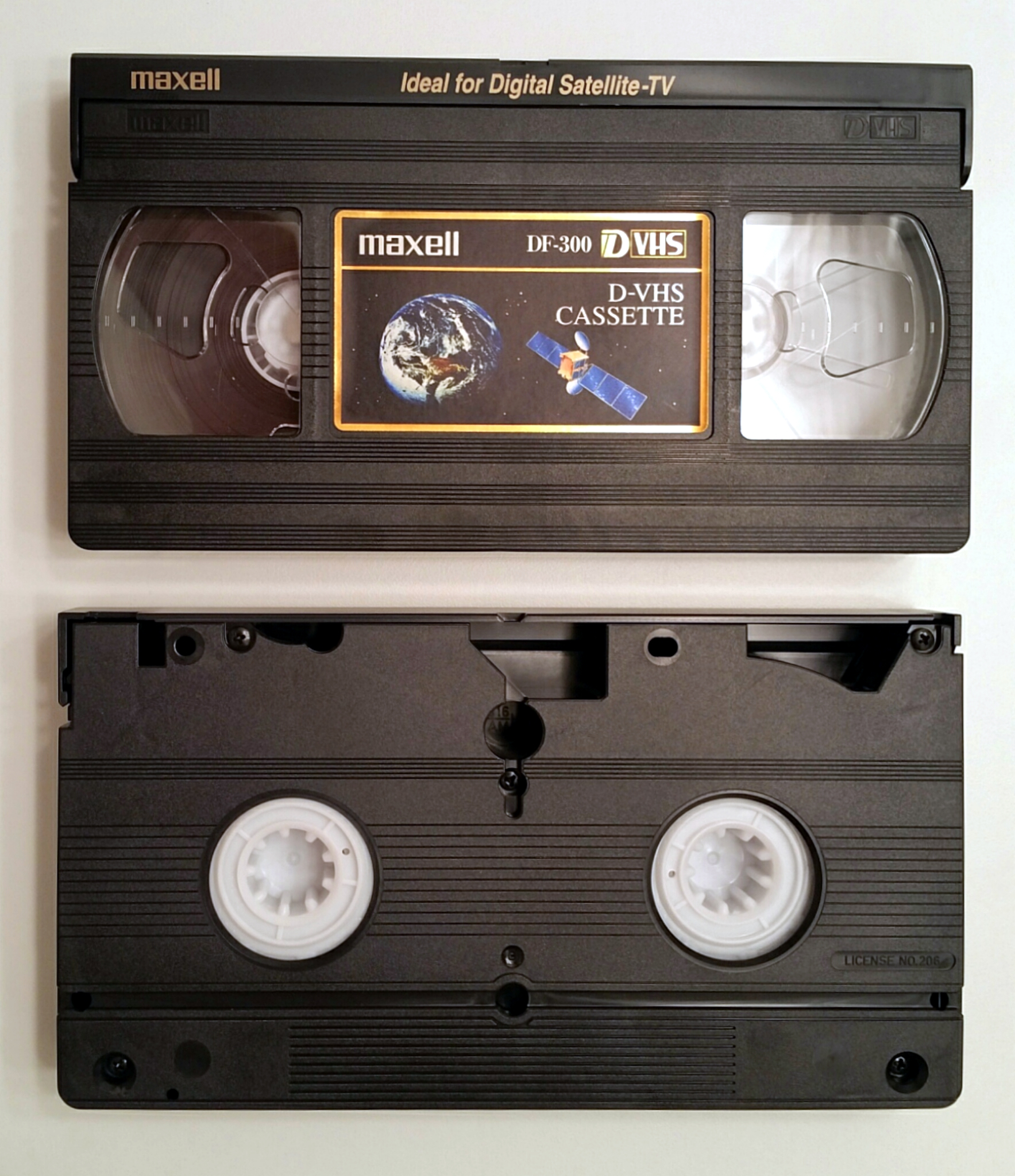

El D-VHS es un formato de video introducido en el mercado en 1997. D-VHS es un formato de video digital desarrollado por JVC, en colaboración con Hitachi, Matsushita y Philips. 
La "D" originalmente fue sinónimo de Datos VHS (la primera idea era aprovechar la cinta VHS para guardar datos informáticos en casa), pero con la expansión de los formatos de definición estándar a alta definición, JVC lo renombró como Digital VHS (D-VHS). En este soporte se graba video digital en formato MPEG-2 a una velocidad de 28,4 Mbit/s en un casete del tipo VHS. Esto le permite hacer cualquier tipo de grabaciones digitales. El magnetoscopio HM-DH30000 es la primera solución del mundo para grabar y reproducir imágenes de alta definición HD con calidad para el mercado de consumo.

## Características
El casete D-VHS obtiene una capacidad de 45 GB. De esta manera se pueden grabar hasta 4 h una emisión HDTV a la velocidad máxima del casete, que proporciona los 28,4 Mbit/s. Una emisión en HDTV utilizando los patrones de compresión FCC puede grabar hasta las 8 h a una velocidad de 19,4 Mbit/s.
- Modo HS  (28,2 Mbit/s) para hasta 4 horas de grabación HDTV
- Modo STD (14,1 Mbit/s) para hasta 8 horas de grabación HDTV
- Modo SD grabación LS3 Mode (4,7 Mbit/s) para hasta 24 horas de grabación con la cinta DF-480.

MPEG-2, con su máxima compresión, también permite hasta las 49 h de grabación en una sola cinta, con una calidad baja. Esto hace que el casete D-VHS sea extremadamente flexible, permitiendo todo tipo de grabaciones.
Este utiliza el mismo formato físico de cinta y el mecanismo de grabación que el S-VHS (pero necesita cintas de mayor calidad y más caras), y es capaz de grabar y reproducir contenidos en alta definición y en definición estándar.

## Precios
El mercado disponía de reproductores D-VHS a precios que partían de los 1800 € y el casete DF-480 (480 min de grabación) costaba aproximadamente 25 €.

## Compresión en D-VHS
El formato ofrecido por JVC en 1998 para grabar HDTV fue el D-VHS. Éste proporcionaba las siguientes resoluciones más significativas: 1080i, 720p, 480p, 480i.  
- 720 líneas en escaneado progresivo a 60 fotogramas/s.
- 1080 líneas en escaneado entrelazado a 60 fotogramas/s.
- 1080 líneas en escaneado progresivo a 24 fotogramas/s.

Es capaz de grabar hasta 8 canales de audio (formato 7.1) con calidad de 16 bits.
El objetivo del D-VHS fue crear el primer sistema de grabación y reproducción de Alta Definición para uso doméstico.
- Datos: Q960192
- Multimedia: D-VHS / Q960192